# EPrix de Punta del Este de 2014
O ePrix de Punta del Este de 2014 foi a terceira etapa da temporada de 2014–15 da Fórmula E.

## Classificação

### Corrida
| Pos. | No. | Piloto            | Equipe          | Voltas | Tempo     | Grid | Pontos |
| ---- | --- | ----------------- | --------------- | ------ | --------- | ---- | ------ |
| 1    | 9   | Sébastien Buemi   | e.dams-Renault  | 31     | 49:08.990 | 4    | 25     |
| 2    | 99  | Nelson Piquet Jr. | China Racing    | 31     | +0.732    | 2    | 18     |
| 3    | 11  | Lucas Di Grassi   | Audi Sport ABT  | 31     | +2.635    | 6    | 15     |
| 4    | 10  | Jarno Trulli      | Trulli          | 31     | +4.163    | 7    | 12     |
| 5    | 3   | Jaime Alguersuari | Virgin Racing   | 31     | +4.698    | 5    | 10     |
| 6    | 21  | Bruno Senna       | Mahindra Racing | 31     | +5.197    | 8    | 8      |
| 7    | 8   | Nicolas Prost     | e.dams-Renault  | 31     | +6.514    | 3    | 6      |
| 8    | 7   | Jérôme d'Ambrosio | Dragon Racing   | 31     | +7.567    | 18   | 4      |
| 9    | 6   | Oriol Servia      | Dragon Racing   | 31     | +8.646    | 11   | 2      |
| 10   | 23  | Nick Heidfeld     | Venturi         | 31     | +10.563   | 8    | 1      |